# Headbangers Symphony
Headbangers Symphony je druhé sólové studiové album německého kytaristy Wolfa Hoffmanna. Vydáno bylo v červenci roku 2016 společností Nuclear Blast, tedy devatenáct let po jeho sólovém debutu Classical. Stejně jako jeho první album, i tato deska obsahuje klasické skladby upravené do rockových verzí. Tentokrát jsou to například Modest Petrovič Musorgskij, Ludwig van Beethoven a Petr Iljič Čajkovskij. Producentem alba byl sám Hoffmann a podíleli se na něm například Peter Baltes, jeho spoluhráč ze skupiny Accept, a Český národní symfonický orchestr.

## Seznam skladeb
1. „Scherzo“ – 5:22
2. „Night on Bald Mountain“ – 4:22
3. „Je Crois Entendre Encore“ – 4:17
4. „Double Cello Concerto in G Minor“ – 3:31
5. „Adagio“ – 5:45
6. „Symphony No. 40“ – 4:10
7. „Swan Lake“ – 4:45
8. „Madame Butterfly“ – 3:57
9. „Pathétique“ – 5:40
10. „Meditation“ – 4:04
11. „Air on the G String“ – 2:50

## Obsazení
- Wolf Hoffmann – kytara
- Jason Bowld – bicí
- Pat McDonald – bicí
- Peter Baltes – baskytara
- Matthias Rethmann – baskytara
- John Billings – baskytara
- Melo Mafali – klávesy
- Český národní symfonický orchestr – smyčce